# Tripteris nervosa
Tripteris nervosa là một loài thực vật có hoa trong họ Cúc. Loài này được Hutch. miêu tả khoa học đầu tiên năm 1917.